# Boceguillas
Boceguillas település Spanyolországban, Segovia tartományban. Boceguillas Aldeonte, Grajera, Riaza, Castillejo de Mesleón és Barbolla községekkel határos. Lakosainak száma 721 fő (2024).

## Népesség
A település népessége az elmúlt években az alábbi módon változott:
| Lakosok száma | 569  | 649  | 719  | 739  | 805  | 830  | 708  | 723  | 682  | 721  |
|               | 2001 | 2004 | 2007 | 2009 | 2012 | 2014 | 2017 | 2019 | 2022 | 2024 |